# Movimento Car-free
Il movimento car-free è una rete di persone che credono che le città debbano essere meno sottoposte all'influenza del traffico stradale. L'obiettivo è ridurre l'uso delle auto e trasformare strade e parcheggi in spazi pubblici che possono essere raggiungibili a piedi o in bicicletta, anche sulla scia dell'approccio delle "Città a 15 minuti".
Il movimento car-free promuove il trasporto sostenibile e nuove misure urbanistiche che consentano di vivere vicino ai luoghi di lavoro per rendere sempre più raro il trasporto sulle lunghe distanze. Il movimento si relaziona con altri movimenti come quello del Neourbanesimo (che promuove il ripopolamento dei centri urbani e la riqualificazione delle periferie), quello delle Living Streets (che vede le esigenze degli utenti deboli della strada più importanti rispetto a quelle delle auto) e quello della massa critica (che promuove la mobilità ciclistica).
Un quartiere senza auto può essere un'area di nuova urbanizzazione o la trasformazione di una zona esistente. Questi quartieri sono zone dove il traffico è limitato, senza spazi di parcheggio e tali da offrire ai residenti la possibilità di vivere senza avere l'automobile.
Una delle esperienze più importanti è quella del quartiere senza auto di Vauban (Friburgo).